# Lobocepon grapsi
Lobocepon grapsi là một loài chân đều trong họ Bopyridae. Loài này được Nobili miêu tả khoa học năm 1905.